# Erishum II
Erishum II, rey de Assur del período paleoasirio (1818 a. C. - 1813 a. C.)
Hijo y sucesor del rey Naram-Sin. Fue el último rey de la dinastía fundada por Puzur-Assur I. Le destronó el amorreo Shamshi-Adad I. No conocemos otros datos de su reinado.
| Predecesor: Naram-Sin | Rey de Asiria 1818-1813 a. C. | Sucesor: Shamshi-Adad I |